# 最上学
最上 学（もがみ がく、1967年（昭和42年） - ）は、福島県郡山市西田町出身の教師。2009年4月より、学校法人湘南ライナス学園に副校長、理事として入職。専門は自閉症教育、幼児（音楽）教育、グレゴリオ聖歌、キリスト教に基づくイタリアおよびサンマリノの文化。

## 略歴
- 1967年、福島県郡山市出身
- 1985年、福島県立安積高等学校卒業
- 1985年、福島大学教育学部養護小学校課程入学(後に中退)
- 1993年、東京藝術大学音楽学部声楽科卒業
- 1993年-1995年、イタリア、ローマ市内某所にて典礼聖歌の研修[要出典]
- 2002年、日本に帰国後、エリザベト音楽大学大学院宗教音楽科修了[要出典]
- エリザベト音楽大学講師を経て、2004年より広島県教諭[要出典]
- 2009年4月、学校法人湘南ライナス学園副校長、理事に就任
- 2010年、よみうりカルチャー町田イタリア語講師
- 2024年、大森第二中学校副校長 赴任